# Blommersia domerguei
Espèce
Synonymes
- Gephyromantis domerguei Guibé, 1974
- Mantidactylus domerguei (Guibé, 1974)

Statut de conservation UICN

 LC  : Préoccupation mineure
Blommersia domerguei est une espèce d'amphibiens de la famille des Mantellidae.

## Répartition

Aire de répartition de Blommersia domerguei.

Cette espèce est endémique de Madagascar. Elle se rencontre entre 900 et 2 000 m d'altitude dans les montagnes de l'Est, depuis la réserve spéciale d'Ambohitantely jusqu'au massif d'Andringitra,.

## Description
Blommersia domerguei mesure environ 15 à 20 mm. Son dos est dans les tons bruns avec des zébrures longitudinales d'une teinte plus soutenue.

## Étymologie
Cette espèce est nommée en l'honneur de Charles Domergue.

## Publication originale
- Guibé, 1974 : Batraciens nouveaux de Madagascar. Bulletin du Museum National d'Histoire Naturelle, sér. 3, Zoologie, vol. 145, p. 1009-1017 (texte intégral).